# Franco Bracardi
Franco Bracardi (* 16. Mai 1937 in Rom; † 17. Februar 2005 ebenda) war ein italienischer Komponist, Musiker und Schauspieler.

## Leben
Bracardi begann seine Karriere in den 1950er Jahren als Jazzpianist. Er spielte und komponierte in den Jahren des Beat-Booms bei der Gruppe I Flippers das Keyboard; zu deren Mitgliedern zählten auch Massimo Catalano an der Trompete und Lucio Dalla, der den Gesangspart übernahm. Ab 1966 war er als Komponist für andere Künstler gefragt, darunter für Mina und Raffaella Carrà. Vier Jahre später gehörte er zu den Mitgliedern der populären Hörfunksendung „Alto Gradimento“, die von Renzo Arbore geleitet wurde und der auch Bracardis Bruder Giorgio angehörte. Bis Mitte der 1980er Jahre arbeitete Bracardi immer wieder für die RAI; am prominentesten wohl für die lange Zeit ausgestrahlte Sendung „Discoring“.
Auch weiterhin nahm Bracardi mit verschiedenen Gruppen Platten auf und schrieb für Interpreten. Von 1982 an war er als Pianist der „Maurizio Costanzo Show“ bis zu seinem Tod fester Bestandteil der Fernsehsendung. Daneben war er seit Mitte der 1970er Jahre bis Ende des folgenden Jahrzehntes immer wieder als Schauspieler in Nebenrollen einiger Komödien aufgetreten.

## Filmografie (Auswahl)
Schauspieler
- 1974: Il lumacone
- 1988: Cambiamento d’aria (Fernsehfilm)

Filmmusik
- 1973: …altrimenti vi ammucchiamo

## Diskografie (Auswahl)

### MitI Flippers
- 1960: LP The Flipper’s Way (RCA PLM 81)

### MitN.U. Orleans Rubbish Band
- 1972: Single She was not an Angel / The Stage Boy